# Summer Garden

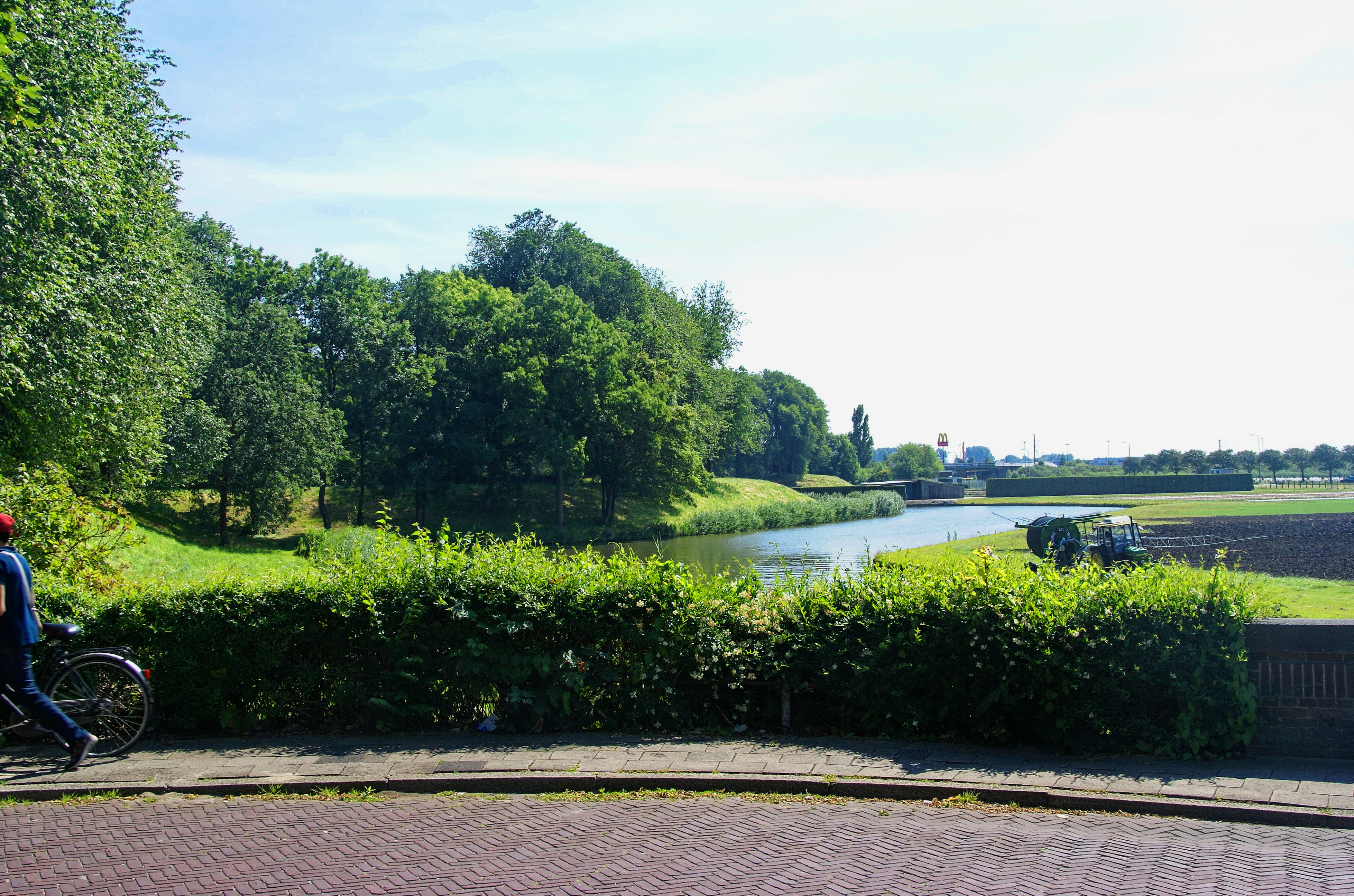
Uitzicht vanaf de brug van de Koepoort naar het zuiden. Rechts is het terrein zichtbaar van de voormalige Summer Garden.

Summer Garden was een voor het publiek opengestelde proef- en demonstratietuin van het Enkhuizer zaadveredelingsbedrijf Sluis & Groot. Het terrein van ruim een hectare lag aan het Westeinde, in het schootsveld tussen de vestingwal en de Provincialeweg, in het zicht van de Koepoort. Het was destijds de grootste proeftuin voor bloemzaden in Europa. In de zomermaanden was de tuin niet alleen toegankelijk voor (potentiële) klanten van het bedrijf, maar kon ook het publiek hier wandelen tussen enkele duizenden variëteiten van eenjarige bloemen uit de catalogus van Sluis & Groot.
De expositie werd voor de eerste maal gehouden rond 1970, en voor het laatst eind jaren 1990, omdat het terrein door ziektes niet langer bruikbaar was.